# Tajči
Tatjana Matejaš művésznevén Tajči (Zágráb, 1970. július 1.) horvát énekesnő. 1990-ben a házigazda Jugoszláviát képviselte az Eurovíziós Dalfesztiválon a Hajde da ludujemo (Legyünk őrültek) című számmal és a hetedik heyen végzett. 1991 után kivándorolt az Amerikai Egyesült Államokba. Férjével, Matthew Cameronnal 2000-ben kötöttek házasságot.
2020-ban nagyobb hírnévre tett szert, ugyanis a Moj mali je opasan című dalát egy internetes felhasználó, Dxmagoj az Eurovíziós Dalfesztivál rajongó-bázisában hírhedtté tette úgy, hogy több fan-contest-ben (rajongói verseny) horvát színekben versenyetette. Mivel a dal a legtöbben utolsó helyen végzett, egy másik felhasználó (egy magyar), ACutePuffle úgy döntött, hogy elküldi a Shitty Music Song Contest versenybe.

## Lemezei
- Hajde da ludujemo (1990)
- Bube u glavi (1991)
- Zlatna kolekcija (2004)